# Northwest Airlines
 (septembre 2012).
Northwest Airlines (code AITA : NW ; code OACI : NWA) est une ancienne compagnie aérienne américaine, cinquième plus grande au monde, avec cinq hubs principaux (plateforme de correspondance) — Détroit, Minneapolis, Memphis, Tokyo et Amsterdam — et environ 2 738 vols quotidiens. Northwest et ses partenaires aériens desservent 750 villes dans près de 120 pays.
Le 15 septembre 2005, NWA se met sous la protection du chapitre 11 de la loi sur les faillites des États-Unis (disposition législative américaine qui la protège de la quasi-faillite dans laquelle la crise du 11 septembre 2001 et l'augmentation des carburants l'a plongée).
Le 14 avril 2008, les conseils d’administration de Delta Air Lines (3e compagnie aérienne américaine) et de Northwest Airlines (alors 5e compagnie américaine) approuvent la fusion des deux groupes sous le nom de Delta, qui a alors la 1re place mondiale du transport aérien quant au trafic et contrôlera 25 % du marché américain. Son chiffre d'affaires annuel dépassera 35 milliards de dollars, pour 800 avions et 75 000 salariés. Les autorités américaines acceptent la fusion.
Le 1er janvier 2010, Northwest Airlines n'a plus de certificat de vol. Tous ses vols sont désormais opérés par Delta Air Lines.
Le 1er février 2010, Delta Air Lines annonce avoir terminé l'intégration de Northwest dans son groupe. Le dernier vol sous le code de Northwest Airlines a lieu le 30 janvier ; le vol NW2470 relie Los Angeles à Las Vegas. À partir de cette date, la compagnie Northwest Airlines ne figure plus dans la liste des compagnies aériennes existantes.

## Histoire

### Les débuts

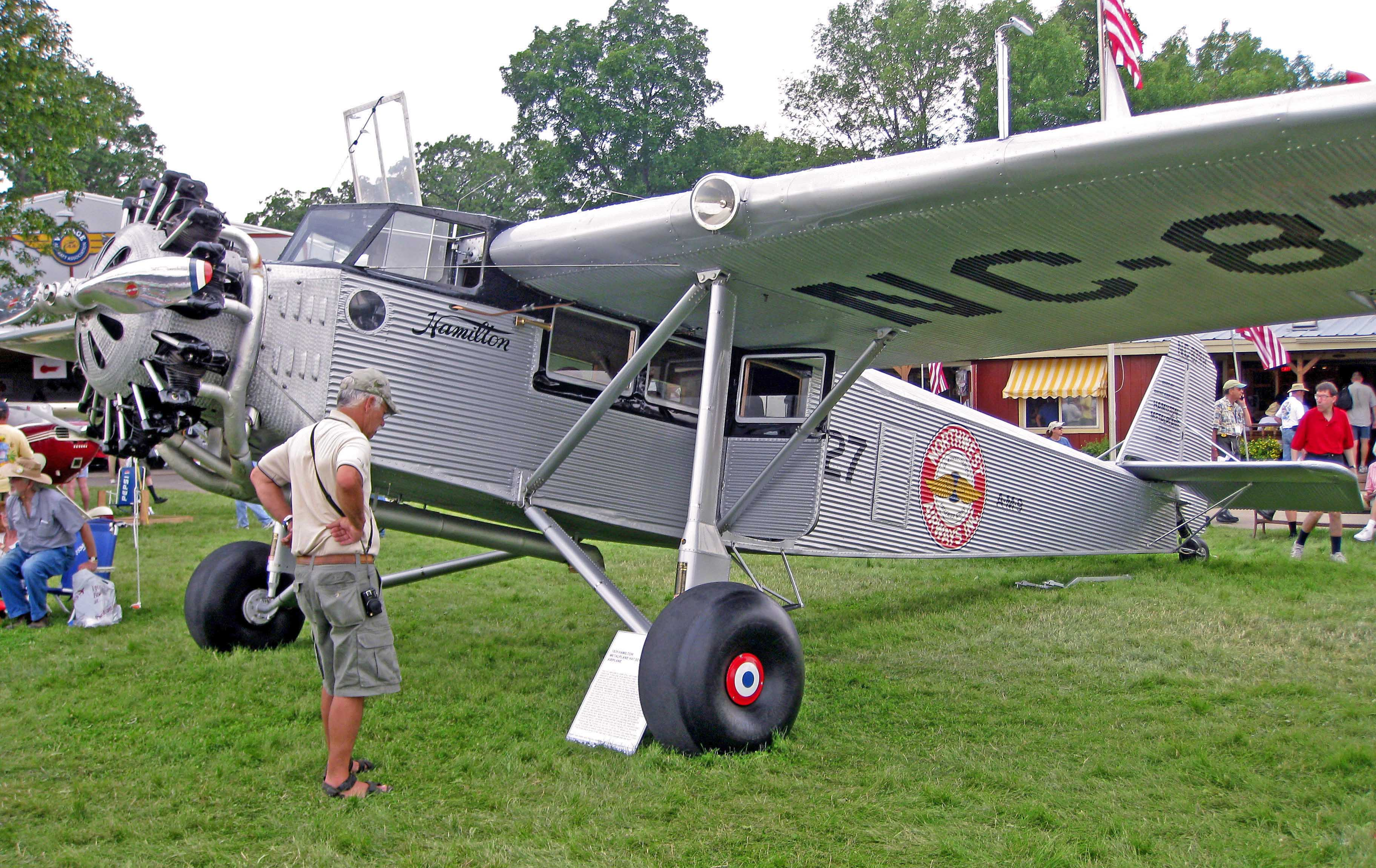
Hamilton H-47 livré en 1929.

Northwest Airlines a été fondée le 1er août 1926 par le colonel Lewis Brittin, sous le nom de « Northwest Airways ». Comme beaucoup de compagnies de cette époque, Northwest ne transporte pas de passagers mais se limite à l’acheminement du courrier pour le compte de l’US Postal. C’est à cet effet que la toute jeune compagnie ouvre sa première liaison entre Minneapolis et Chicago, avec des biplans tel que le Curtiss Oriole.
Northwest s'engage dans le transport de passagers en 1927 et ouvre sa première ligne à l’international en 1928 en direction de Winnipeg au Canada voisin. La compagnie se développe par la suite dans des villes de moindre importance dans la région. En 1931, Northwest parraine Charles et Anne Lindbergh dans le premier vol pour le Japon. En 1933, la compagnie est désignée pour exploiter la route trans-continentale nord entre New York, Washington et Seattle. L’année suivante, à la suite du Air Mail Scandal, elle change de nom et devient « Northwest Airlines ».
Pendant la Seconde Guerre mondiale, Northwest soutient l’effort de guerre en convoyant hommes et matériels militaires entre le « continent » et l’Alaska. Pendant cette période, les queues des avions de la flotte sont repeintes en rouge en raison des conditions climatiques et visuelles très difficiles en Alaska. Grâce à cette expérience du rude climat nordique, à la fin de la Seconde Guerre mondiale, le gouvernement désigne Northwest pour exploiter les lignes survolant le Pacifique nord.
Au printemps 1947, Northwest ouvre une base à Tokyo avec son propre personnel. Elle devient donc le 15 juillet 1947, la première compagnie à offrir des vols commerciaux entre les États-Unis et le Japon avec un Douglas DC-4. Ce premier vol relie donc Minneapolis à Tokyo, en passant par Edmonton, Anchorage et Shemya. Depuis sa base de Tokyo, Northwest continue jusqu’à Séoul, Shanghai et Manille. Avec cette nouvelle expansion, la compagnie prend le nom commercial de Northwest Orient Airlines.

### Expansion mondiale

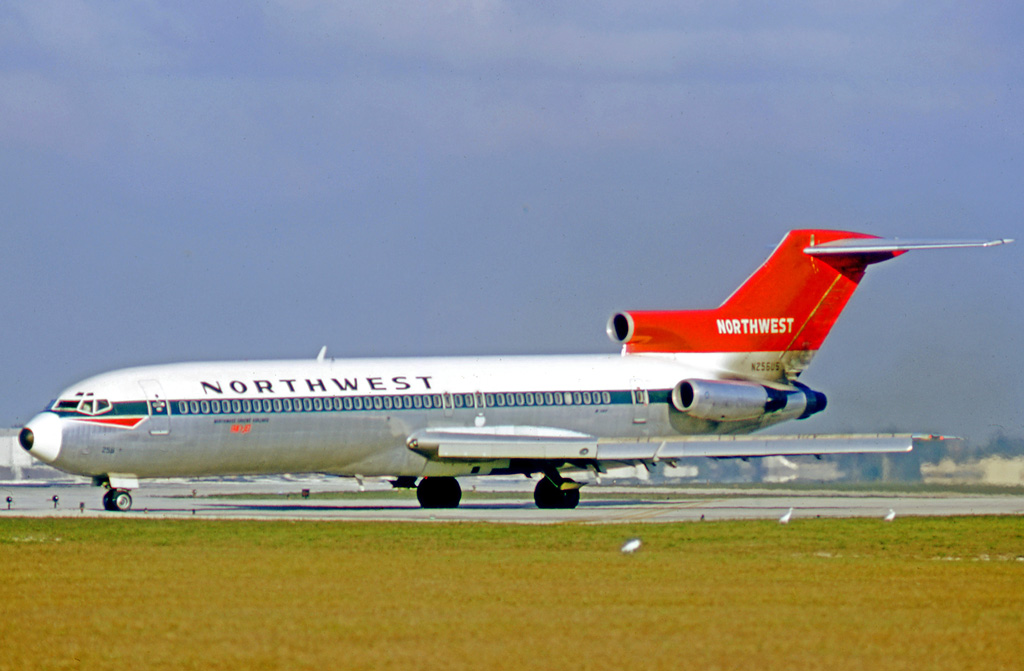
Boeing 727-200 de Northwest Orient Airlines, en 1971.

Le 1er août 1949, Northwest prend possession de son premier Boeing 377 Stratocruiser double pont, lui permettant d’offrir un service de meilleure qualité à ses passagers et également de réduire les temps de trajet. Ces avions sont utilisés pour la ligne Seattle-Tokyo sans escale, et Chicago-Tokyo avec escale à Anchorage (Alaska).
En 1951, Northwest participe à la création de Japan Airlines en lui louant des appareils et en lui fournissant des équipages. En 1952, à la suite d'un traité entre les États-Unis et le Japon, Northwest Airlines et Pan American sont les deux seules compagnies américaines à pouvoir transporter des passagers depuis les États-Unis vers le Japon et au-delà (aujourd’hui encore Delta/NWA, avec United Airlines et Continental Airlines, fait partie des compagnies américaines à avoir le droit d'utiliser Tokyo comme base d'opérations. Ces accords sont le fait du général McArthur, et furent imposés au Japon pour fournir une couverture aérienne civile au Japon, le pays n'ayant plus de compagnie aérienne à la fin de la Seconde Guerre mondiale).
Le 1er juin 1959, Northwest Orient Airlines se voit livrer son premier appareil turbopropulseur, le Lockheed L-188 Electra. Le 8 juillet 1960, le Douglas DC-8 intègre la flotte, offrant alors la liaison la plus rapide vers l’Asie. La compagnie prend ensuite livraison du Boeing 720B en 1961 puis du Boeing 707. L’arrivée de ces nouveaux appareils est suivie du retrait des avions à hélices, faisant de Northwest la première compagnie américaine avec une flotte composée uniquement d’appareils à turbo réaction. Northwest lance alors son slogan « Northwest Orient : The Fan-Jet Airline ». En 1964, le Boeing 727-151 apparaît dans la flotte.

### Fusion, rachat et alliance

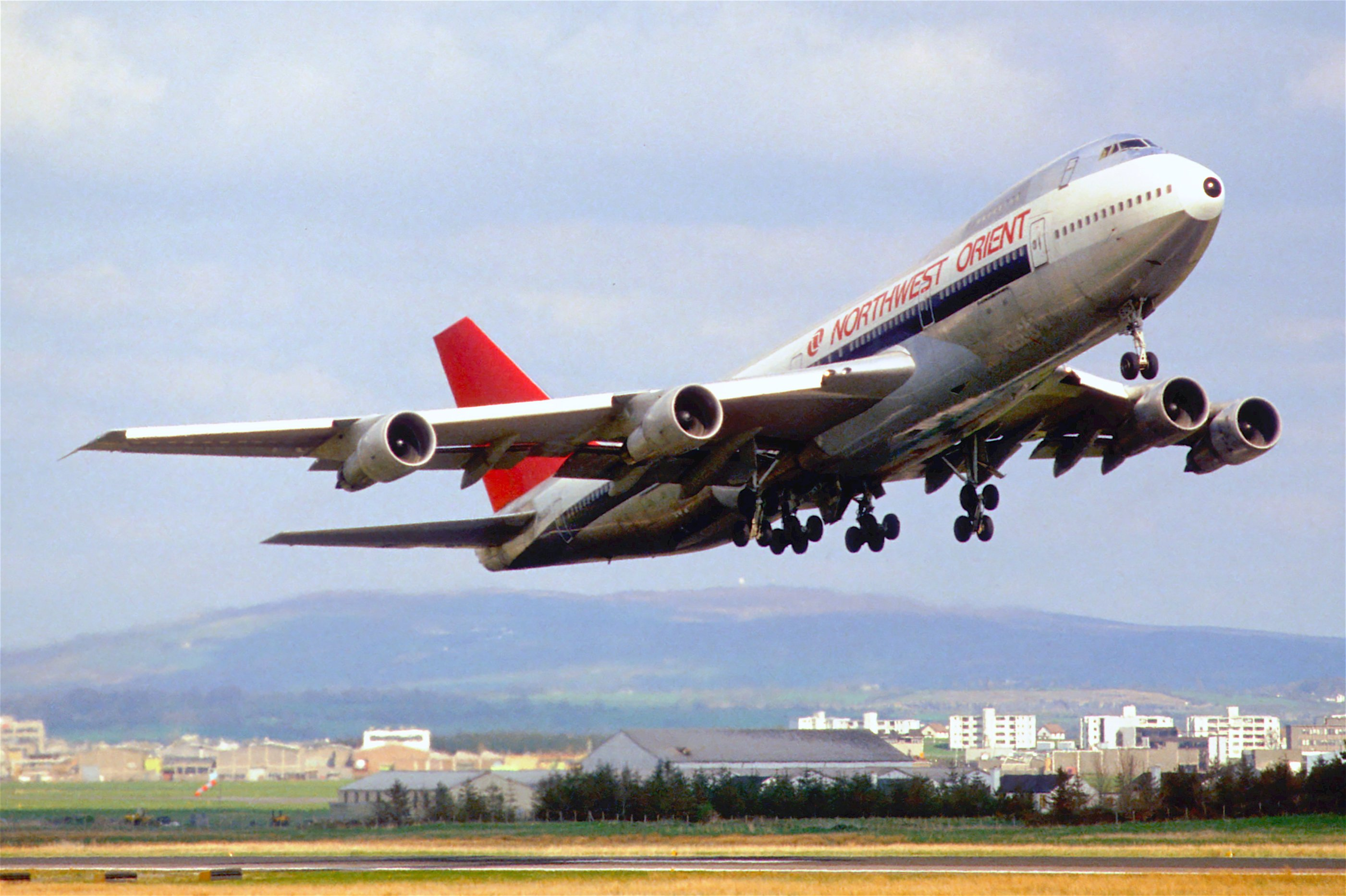
Boeing 747-100 aux couleurs de Northwest Orient.

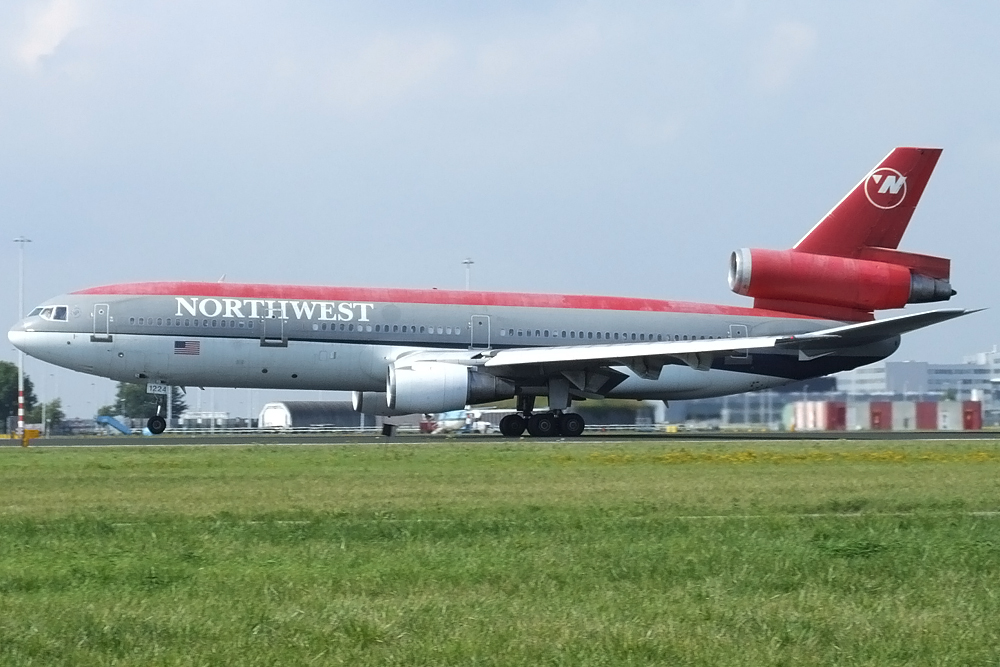
Un McDonnell Douglas DC-10 aux couleurs de Northwest Airlines.

Après la déréglementation aérienne, Northwest ouvre des liaisons directes avec d'autres villes asiatiques, elle retourne en Chine en 1984 après une interruption de trente-quatre ans, et renforce progressivement sa présence dans le Sud des États-Unis. Elle va également ouvrir des lignes transatlantiques vers le Royaume-Uni, l’Irlande, l’Allemagne et la Scandinavie. Le 1er octobre 1986, Northwest achète son concurrent « Republic Airlines », basé à Minneapolis-St Paul, et adopte son réseau de hubs à Minneapolis-St Paul, Détroit et Memphis. À l’occasion de cette fusion, Northwest abandonne le mot « Orient » de son nom commercial[pas clair].
En 1989, Northwest est rachetée par un groupe d’investisseurs mené par Al Chechi, Gary Wilson et KLM entre autres, à l’aide d’un LBO. Pour rembourser la dette contractée lors de cette opération financière, les nouveaux propriétaires vendent un grand nombre d’avions à des sociétés de leasing ainsi que des biens, notamment fonciers au Japon. Les difficultés financières résultant de ce rachat sont telles qu’en 1993, après plusieurs exercices de pertes dus à la surcapacité du transport aérien et une diminution du trafic à la suite de la guerre du Golfe, Northwest est menacée de faillite. Un accord sur trois ans, portant sur la réduction des salaires, est conclu avec les salariés. La compagnie redevient enfin bénéficiaire en 1993, pour la première fois depuis 1989.
L'année 1993 marque aussi le début d’une alliance stratégique avec KLM, ce qui constitue alors la plus grande association aérienne jamais conçue, sous le nom de Wings Alliance. Cependant cette alliance ne dépasse jamais le cadre de ces deux compagnies. De plus, après la fusion KLM - Air France, les deux compagnies entrent dans l’alliance SkyTeam, Wings Alliance devenant obsolète pour les passagers. Néanmoins d’un point de vue légal, l’alliance Northwest/KLM demeure importante car elle bénéficie de l’immunité anti-trust, alors que l’alliance SkyTeam ne bénéficie que du partage de code.
Northwest ferme progressivement ses destinations mineures en Europe, laissant celles-ci à KLM, pour se concentrer sur son marché intérieur américain et sur l’Asie. Le 1er mai 1996, elle devient la première compagnie à ouvrir une liaison directe entre les États-Unis et la Chine, en reliant Détroit à Pékin ; la liaison Détroit-Shanghai apparaît en 2000. Ces liaisons ont été interrompues pendant plusieurs années, à cause de l'épidémie de SRAS.

### Les conséquences du 11 septembre 2001

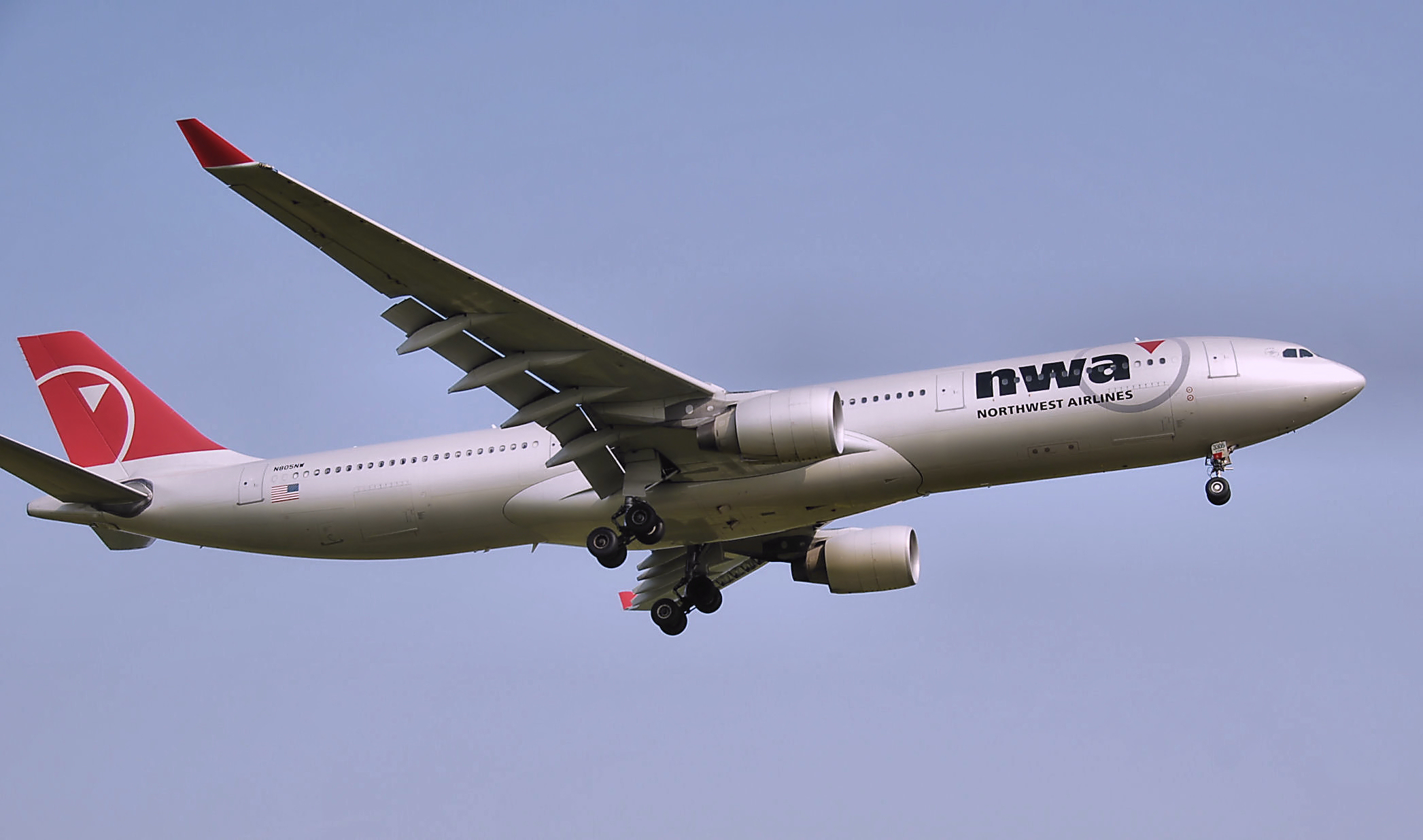
Un Airbus A330-300 de Northwest Airlines.

En raison de la concurrence des compagnies low-cost tel que Southwest Airlines et de l’augmentation des coûts de personnel, à la suite du nouvel accord signé avec les employés représentés par l’AMFA, Northwest est contraint de faire des économies. Deux séries de licenciements, ainsi que des opérations de réductions de coûts, sont mis en place dans les mois qui précédent septembre 2001.
Après les attentats du 11 septembre 2001, Northwest est dans l’obligation de prendre des mesures drastiques pour réduire ses coûts : cela se concrétise par une nouvelle vague de licenciements. La flotte est également concernée avec le retrait accéléré des avions coûteux et vieillissants comme les Boeing 727 et les DC-10, conduisant à la mise en service de nouveaux avions. En outre, la compagnie réduit son service à bord des vols intérieurs en supprimant oreillers, journaux et divertissements. Enfin, près de cinquante appareils de type DC-9, Boeing 747, 757 et A320 sont retirés du service pour abaisser la capacité de la compagnie inadaptée à un marché en crise. Certains de ces avions sont de nouveau exploités depuis.
Bien que Northwest constitue Wings Alliance avec KLM et Continental Airlines, ces trois compagnies rejoignent une autre alliance aérienne, SkyTeam, le 15 septembre 2004, cette décision étant en partie la conséquence de la fusion de KLM avec Air France. L’entrée dans SkyTeam n’interrompt pas pour autant les pertes de Northwest. Au printemps 2005, la presse se fait l’écho de la vente de nombreuses actions du groupe par quelques hauts dirigeants. Des actionnaires intentent par la suite un procès contre quatre dirigeants pour délit d’initié, parmi lesquels figurent le président Gary Wilson, le directeur général Doug Steenland, l’ancien directeur Al Checchi et l’ancien directeur général Bernie Han.
En dépit d’initiatives importantes pour réduire les coûts, Northwest n’a d’autre choix que de se mettre, pour la première fois depuis sa création, sous la protection du chapitre 11 sur les faillites le 14 septembre 2005. À cette date, trois autres compagnies américaines, parmi les six plus importantes, sont également sous la protection du « chapitre 11 » : Delta Air Lines, United Airlines et US Airways. Toutes quatre en sortiront. C’est uniquement le 31 mai 2007 que Northwest sort de cette protection, après vingt mois de difficultés et restructurations : elle est de nouveau cotée au NYSE.
En août 2007, TPG Capital rachète la compagnie Midwest Airlines avec le soutien de Northwest. Le consortium formé remporte la bataille boursière qui l’oppose à AirTran Airways avec une offre à 17 dollars par action. Northwest devient donc un actionnaire minoritaire de Midwest. En septembre 2007, elle reçoit l’autorisation de rouvrir la ligne Détroit-Shanghai à partir de mars 2009.

## WorldPerks
Le programme WorldPerks de Northwest a été désigné comme étant le plus apprécié des programmes de fidélisation d'Amérique du Nord par les lecteurs du Time Asia dans le Readers' Travel Choice Awards (récompense décernée par les lecteurs pour le meilleur service de voyage) du Time en 2003. D'après une étude de 2003 faite auprès des voyageurs par J.D. Power and Associates, les aéroports de Minneapolis/Saint Paul et Détroit, les deux plus grand « hubs » de Northwest, sont respectivement les deuxième et quatrième aéroports les plus appréciés des États-Unis.
Norhwest a fait partie de l'alliance SkyTeam de septembre 2004 à janvier 2010.

## Controverses
En janvier 2004, l'Electronic Privacy Information Center (EPIC) a découvert, en utilisant le Freedom of Information Act (FOIA), que Northwest Airlines avait clandestinement transféré, de la fin 2001 à 2002, des dossiers de passagers (y compris les numéros de carte bancaire, adresse et téléphones) à l'Ames Research Center de la Nasa, probablement à des fins de développement de technologie visant à faire du passenger screening, ainsi qu'au FBI.

## Incidents et accidents
- Le 17 mars 1960, un Lockheed L-188 Electra effectuant le vol Northwest Orient Airlines 710 entre Chicago et Miami se désintègre en plein vol, faisant 63 victimes.
- Le 24 novembre 1971, D. B. Cooper détourne le vol 305, après avoir reçu une rançon de 200 000 dollars, il sauta en parachute depuis l’arrière du Boeing 727 volant au-dessus de la région du Nord-Ouest Pacifique des États-Unis. L'affaire ne sera jamais résolue par le FBI.
- Le 16 août 1987, le vol Northwest Airlines 255 s'écrase peu après le décollage, tuant tous les passagers à bord, sauf une petite fillette de 4 ans. L'accident est attribué à la mauvaise configuration de l'avion.
- Le 3 décembre 1990, deux appareils de Northwest Airlines entrent en collision sur une piste de l'aéroport métropolitain de Détroit, dans le Michigan, aux États-Unis, dans des conditions de faible visibilité. Après qu'un Douglas DC-9, assurant le vol 1482, est entré par erreur et sans autorisation sur une piste en service, il a été percuté par un Boeing 727 au décollage, assurant le vol 299. 8 personnes ont été tuées dans le DC-9 mais, miraculeusement, 36 passagers de l'avion en sont sortis vivants ainsi que les 154 personnes présentes à bord du 727.
- Le 1er décembre 1993 : le Jetstream 31 N334PX d'Express Airlines opéré par la Northwest Airlink (Vol Northwest Airlink 5719) s'écrase à Hibbing dans le Minnesota, tuant les 16 passagers et les 2 membres d'équipage à bord. La cause de l'accident est attribuée aux pilotes menant à une collision avec le sol en vol contrôlé. L'accident est raconté dans un épisode de la série documentaire Air Crash (aussi connue sous le nom Mayday : Alerte maximum).
- Le 9 octobre 2002, lors du vol Northwest Airlines 85, effectué par un Boeing 747-400, l’équipage déclare une urgence et doit atterrir d'urgence à Anchorage en Alaska. L'appareil a eu une défaillance de gouvernail, mais l'accident ne fait aucune victime. L'accident est raconté dans un épisode de la série documentaire Dangers dans le ciel (aussi connue sous le nom Air Crash Investigation).
- Le 25 décembre 2009, un passager a essayé de faire exploser un Airbus A330 assurant le vol 253, reliant Amsterdam à Détroit ; il a été arrêté grâce à l'aide d'autres passagers qui l'ont mis au sol[3].